# Кораццин, Карло
Карло Кораццин (итал. Giancarlo Michele "Carlo" Corazzin; родился 25 декабря 1971 года в Нью-Уэстминстере, Канада) — канадский футболист итальянского происхождения, нападающий известный по выступлениям за «Олдем Атлетик» и сборную Канады.
Обладатель Золотого Кубка КОНКАКАФ 2000 и лучший бомбардир этого турнира.

## Клубная карьера
Карло начал свою карьеру в 1992 году в команде «Виннипег Фьюри», с которой выиграл чемпионат Канады и стал одним из лучших бомбардиров, забив 10 голов в 24 матчах. В следующем сезоне он перешёл в «Ванкувер 86», но сыграл всего 24 и принял предложение от английского клуба «Кембридж Юнайтед», выступающего в Футбольной лиге Англии. За два с половиной года в клубе Кораццин провел более 100 матчей и забил около 40 мячей.
В 1996 году нападающий покинул «Кембридж Юнайтед» и в течение четырёх лет выступал за команды низших английских лиг «Плимут Аргайл» и «Нортгемптон Таун», где признавался футболистом года. «Нортгемптону» в сезоне 1999/00 Карло помог занять третье место во Второй Лиге Англии.
После удачного выступления на Золотом Кубке КОНКАКАФ в 2000 году, Карло подписал контракт с «Олдем Атлетик». В 2001 году в матче против «Рексема», Кораццин сделал покер (4 гола) и помог своё команде одержать победу 5-1. Он также забил победный гол в поединке Кубка Футбольной Лиги 2002/03, против «Вест Хэма».
В 2003 году Карло вернулся в Канаду, где три сезона отыграл за «Ванкувер Уайткэпс». Летом 2005 года Кораццин завершил карьеру.

## Международная карьера
1 июня 1994 года в матче против сборной Марокко Кораццин дебютировал в сборной Канады. В 1996 году Карло принял участие в розыгрыше Золотого кубка КОНКАКАФ. На турнире он сыграл в матчах против команд Бразилии и Гондураса. В поединке против гондурассцев Кораццин забил свой первый гол за национальную команду.
В 2000 году Карло стал победителем розыгрыша Золотого кубка КОНКАКАФ. На турнире он сыграл в матчах против команд Коста-Рики, Южной Кореи, Мексики, Тринидада и Тобаго и Колумбии. В поединке против костариканцев, мексиканцев и колумбийцев Кораццин забил четыре гола и стал лучшим бомбардиром турнира.
В 2001 году Карло принял участие в Кубке Конфедераций 2001 в Японии и Южной Корее. На турнире он сыграл в матчах против Японии, Бразилии и Камеруна.
В 2003 году Кораццин в третий раз принял участие в Золотом кубке КОНКАКАФ. На турнире он сыграл в матчах против сборных Коста-Рики и Кубы.
18 января 2004 года в товарищеском матче против сборной Барбадоса Кораццин забил свой последний мяч за национальную команду страны. 29 марта 2004 года в матче против сборной Коста-Рики Карло последний раз сыграл за сборную Канады.
За национальную команду он провел 59 матчей и забил 11 мячей, с этим результатом он занимает седьмое место среди Лучших бомбардиров сборной Канады за всю её историю.

### Голы за сборную Канады
| #   | Дата            | Место                                   | Противник  | Счёт | Результат | Соревнование                             |
| --- | --------------- | --------------------------------------- | ---------- | ---- | --------- | ---------------------------------------- |
| 01. | 10 января 1996  | Энджел Стэдиум, Анахайм, США            | Гондурас   | 0:1  | 3:1       | Золотой кубок КОНКАКАФ 1996              |
| 02. | 30 августа 1996 | Стадион Содружества, Эдмонтон, Канада   | Панама     | 3:0  | 3:1       | Чемпионат мира 1998 квалификация         |
| 03. | 12 октября 1997 | Стадион Содружества, Эдмонтон, Канада   | Мексика    | 2:1  | 2:2       | Чемпионат мира 1998 квалификация         |
| 04. | 8 октября 1999  | Лос-Анджелес Колизей, Лос-Анджелес, США | Сальвадора | 1:0  | 2:1       | Золотой кубок КОНКАКАФ 2000 квалификация |
| 05. | 10 октября 1999 | Лос-Анджелес Колизей, Лос-Анджелес, США | Гаити      | 1:0  | 2:2       | Золотой кубок КОНКАКАФ 2000 квалификация |
| 06. | 10 октября 1999 | Лос-Анджелес Колизей, Лос-Анджелес, США | Гаити      | 2:0  | 2:2       | Золотой кубок КОНКАКАФ 2000 квалификация |
| 07. | 13 февраля 2000 | Куалком Стэдиум, Сан-Диего, США         | Коста-Рика | 1:1  | 2:2       | Золотой кубок КОНКАКАФ 2000              |
| 08. | 13 февраля 2000 | Куалком Стэдиум, Сан-Диего, США         | Коста-Рика | 2:2  | 2:2       | Золотой кубок КОНКАКАФ 2000              |
| 09. | 20 февраля 2000 | Куалком Стэдиум, Сан-Диего, США         | Мексика    | 1:1  | 2:1       | Золотой кубок КОНКАКАФ 2000              |
| 10. | 27 февраля 2000 | Лос-Анджелес Колизей, Лос-Анджелес, США | Колумбия   | 2:0  | 2:0       | Золотой кубок КОНКАКАФ 2000              |
| 11. | 18 января 2004  | Бриджтаун, Барбадос                     | Барбадос   | 0:1  | 0:4       | Товарищеский матч                        |

## Достижения
Командные
 «Виннипег Фьюри»
- Североамериканская футбольная лига — 1992

 «Нортгемптон Таун»
- Вторая Футбольная лига Англии — 1999/2000

Международные
 Канада
- Золотой кубок КОНКАКАФ — 2000
- Золотой кубок КОНКАКАФ — 2002

Индивидуальные
- Лучший Бомбардир Золотой кубок КОНКАКАФ — 2000